# Lepturges fragillimus
Lepturges fragillimus is een keversoort uit de familie van de boktorren (Cerambycidae). De wetenschappelijke naam van de soort werd voor het eerst geldig gepubliceerd in 1863 door Henry Walter Bates.